# バーチャルバンド
バーチャル・バンド (またはバーチャル・グループ、カートゥーン・バンド、カートゥーン・グループ、英：Virtual_band) とは音楽活動において、メンバーが生身の人間ではなくアニメーションキャラクターによって構成された音楽グループである。

## 解説
人間のミュージシャンやプロデューサーが音楽を録音・演奏し、アルバムやビデオ・クリップやステージ・パフォーマンスの視覚的要素などのバーチャル・バンドに関連するメディアではアニメーション化したキャラクターがフィーチャーされる。
多くの場合、バーチャル・バンドのメンバーが歌の作曲者や演奏者としてクレジットされる。ライブ・パフォーマンスはより複雑で、ショーの視覚的要素と聴覚的要素の完璧な同期が必要となる。
音源化されたバンドには、アーチーズやデスクロック、フリーン・イン・グリーン (Freen in Green)、スケルトン・スタッフ (Skeleton Staff)やミストゥーラ (Mistula)などの様々なバンドが居る。それぞれのグループは求める効果を得るために異なるアニメーション技術や録音技術を用いるが、一番一般的な技術はコンピュータアニメーションやセルアニメ、そしてボーカルのミキシングと操作である。
最近この用語は、メンバーが同じ場所にいなくて済むようインターネットを使ってコラボレーションする音楽グループにも使われる。

## バーチャル・グループのメンバー
バーチャル・グループのメンバーはアニメーションのキャラクターであり、他の架空のキャラクターと同じく、自身の人格や声や経歴やプレイ・スタイルが設定される。例えば、アルビンはチップマンクスの「フロント・マンク」(front-munk)でイタズラ好きとされている。スケルトン・スタッフのギタリスト、スタントン (Stanton)はパーティー好きの劣等生で、フリーン・イン・グリーンのベーシスト、スパーキー (Sparky)は怠け者で自己中心的な自惚れ屋、ゴリラズのマードックは悪魔の指を持つベーシストである。 
キャラクターに使われるアニメーションの手法は様々である。アーチーズやゴリラズやフリーン・イン・グリーンやスケルトン・スタッフやアルビンとチップマンクスなどのグループは手書きのキャラクターで、メディアではセルアニメや技法を使用する。クレイジー・フロッグやジュジュ・アイボールズ (JuJu Eyeballs)や元気ロケッツやザ・ボッツ (The Bots)はコンピューターを使ってアニメーションを制作している。ミストゥーラやミルグロム (Milgrom)はストップモーション・アニメーションを使っている。
人形劇をアニメーションの一種とみなす者もいる。この見方では、エレクトリック・メイヘムやフェルトワース (Feltworth)もバーチャル・バンドということになる。

## 製作

### スタジオで
音楽のレコーディングは、人間のミュージシャンやアーティストによって行われ、 バーチャル・アーティストの元となる。バーチャル・アーティストのVOCALOIDの初音ミクのように、歌唱が機械やシンセサイザー・アプリケーションによって行われる場合もある。これは通常のスタジオ内録音プロセス(詳細は録音を参照)を使って行われる。
チップマンクスが有名だがいくつかの例では、望むボーカル・エフェクトを得るためや実際の歌手の声と似せないために、声の操作が行われる。この操作は、ボーカル・トラックの再生速度を速めたり遅めたりといった調整や、シンセサイザーを通す（この過程はボコーディングという）ことによっておこなわれる。
作曲や製作のクレジットには、バーチャルバンドと関わった人間の作曲者やアーティストどちらも使われうる。

### ステージで
2つの方法のうちどちらかがライブ・パフォーマンスに利用できる。1つ目は全てのセットをアニメ化したもので、聴衆とのインタラクションはほんの少しかあるいはまったくなく、パフォーマンスも同じである。この方法の落とし穴は、コンサートに欠かせない聴衆とのインタラクションがないことである。これは聴衆の反応が予測できる短いパフォーマンスに適している。
2つ目はもっと複雑で、多くの反応やインタラクションを許容できるという点で1つ目の方法と異なっている。つまり、様々なアニメのシークエンスを再生できるよう準備し、異なる反応に合わせてセリフを合わせる。
両方の場合で、 セリフや楽器とアニメの動きを同期するために、徹底的なリハーサルが必要となる。事前に録音した音楽や言葉を使うことで省略することができるが、現実の「ライブ」体験を弱めることになる。
（バーチャルではないアーティストやグループも、似たような技術をコンサートに利用することがある。例えば、DJシャドウは自身の In Tune and On Time ツアーで、事前にアニメ化したシークエンスを用意し、彼がセットを演奏する間後ろの巨大スクリーンで上映した。また大量のツアー前の計画と同期のリハーサルが事前に必要だった）

#### 例
おそらくバーチャル・バンドによる最も複雑なライブ・パフォーマンスは、リスボンのMTVヨーロッパ・ミュージック・アワードと第48回グラミー賞でのゴリラズのパフォーマンスであろう。このグループはコンピューターで生成した3Dイメージと19世紀のペッパーズ・ゴースト技術を組み合わせて、バンド・メンバーの生き生きとしたホログラムを作った。当初は、この技術を使ったゴリラズのワールド・ツアーも計画されていた。

## バーチャル・バンドの歴史

### 初期の歴史
「バーチャル・バンド」という用語は2000年、ゴリラズのブレイクにより一般的になった。しかしバーチャル・バンドというコンセプトは1958年、アルビンとチップマンクスのクリエイターのロス・バグダサリアンが自分の声を早回しにして「チップマンク・ボイス」を作ったのが最初である。当時まだこの用語は発明されていなかったが、アルビンとチップマンクスは最初に現れたバーチャル・バンドであった。中心になる「フロント・マンク」アルビンと2人の兄弟のサイモンとセオドア、そして彼らのマネージャー・父のデイビット・セビルと彼らの声は、ロス・バグダサリアンによって作られた。彼は自身の声の録音を早回しにして特徴的な音源を作った。この方法で彼は1959年度のグラミー賞で製作・技術部門の2部門を受賞した。
チップマンクスの成功は他のグループを刺激し、ナッティ・スクワーレルズがランク入りした。バグダサリアンが創造したスキャット歌唱による彼らは、「Uh-Oh」でアメリカのトップ40入りを果たした。しかし彼らの成功は短かった。

### テレビからのバーチャル・バンド
アーチーズは、世界規模のポップ・チャートに現れた最初のバーチャル・バンドだった。
この間、『ドラドラ子猫とチャカチャカ娘』や『マペット・ショー』のような他のテレビ番組がフォーマットの一部としてバンドを受け入れ始めた。こうした番組に登場したグループには一般のポピュラー・ソングとしてレコードを発売するものもあった。しかし番組の放送が終わると「解散」してしまうバンドもあった。
アーチーズがフィルメーションによって制作され大流行した後、ハンナ・バーベラは『ドラドラ子猫とチャカチャカ娘』や『カッタヌーガ・キャッツ』や『スーパースリー』や『やったぜムキムキ大作戦』や『わんぱくジョーズ』などのロック・バンドの冒険のアニメ番組をいくつか制作し始めた。
バーチャル・バンドはテレビに出演し続けた。チップマンクスは1990年代のほとんどの期間を通し、自身のテレビ番組に出演していた。アダルトスイムの番組『メタロカリプス』はグループ「デスクロック」をフィーチャーしている。

### リバイバル
1980年代、ハズブロが制作したTVアニメシリーズ『ジェム』は、2つの敵バンドとエピソード毎の新曲ビデオをフィーチャーした。
1990年代初頭、チップマンクスは現代風にアレンジされ、それぞれの楽器を演奏した。彼らは新しい番組『アルビンとチップマンクス』に添って、カバーのCDをリリースした。
2000年のイギリスのゴリラズの登場により、この単語がメディアに露出され有名になった。ブラーのデーモン・アルバーンとタンク・ガールのジェイミー・ヒューレットによって結成され、デルトロン3030のダン・ジ・オートメーターによってプロデュースされたこのグループは、バーチャル・バンドを音楽の前線に再びもたらした。彼らの歌は世界中の多くのランキングでトップ20にランク入りし、最も成功したバーチャル・バンドとして『ギネス世界記録』に認定された。このバンドは5枚のスタジオ・アルバムと、2枚のB面アルバムと2枚のEPをリリースした。

## 有名なグループ・パフォーマー
- アーチーズ
- アルビンとチップマンクス
- イエスタデイズ・ニュー・クインテット (Yesterdays New Quintet)
- ヴィアン・アイザック (en:Vian Izak)
- エターナル・ディセント (en:Eternal Descent)
- MC・スキャット・キャット (en:MC Skat Kat)
- レナード・クイーンズト (Renard Queenston)
- LSD (en:LSD (group))
- エレクトリック・メイヘム
- 鏡音リン・レン
- カッタヌーガ・キャッツ (en:Cattanooga Cats)
- カジモト (Quasimoto)
- ガリーニャ・ピンタジーニャ (en:Galinha Pintadinha)
- カリフォルニア・レーズンズ (en:The California Raisins)
- 川崎黄金猫舎 - 『夜のヒットスタジオ』にアニメーション映像での出演を果たした。
- キャプテン・マーフィ (Captain Murphy)
- キャラメル
- グミベル - 英語盤に倣い「グミベア」とも
- グリュコーザ
- クレイジー・フロッグ
- ザ・クレッシェンドールズ
- K/DA (en:K/DA)
- 元気ロケッツ
- naevis (en:Naevis)
- 子猫チャカチャカーズ
- ゴリラズ
- サブロニック（en:Savlonic）
- シリコン・ティーンズ
- スタジオ・キラーズ (en:Studio Killers)
- スターボム (en:Starbomb)
- ストロベリー・フラワー
- スペースモンキーズ (en:Spacemonkeyz)
- セックス・ボブオム (en:Sex Bob-omb)
- Zorotl
- チペッツ (en:The Chipettes)
- ディヴァル (en:Dvar)
- デスモール (Deathmøle)
- デスクロック (en:Dethklok)
- デトロイト・メタル・シティ
- デルトロン3030 (en:Deltron 3030)
- ナッティ・スクワールズ (en:The Nutty Squirrels)
- 初音ミク
- バナナ・スプリッツ (en:The Banana Splits)
- ハンプトン・ザ・ハンプスター (Hampton the Hampster)
- Fire Bomber
- Vバーズ (en:VBirds)
- フリーフォニックス (en:Freefonix)
- プロザック (en:Prozzäk)
- ミカエル・タートル (en:Mickael Turtle)
- ミッドナイト・ライダーズ (Midnight Riders)
- MIZU
- 巡音ルカ
- メジャー・レイザー
- ユア・フェイバリット・マーシャン (Your Favorite Martian)
- リモジーン (Limozeen)
- ワン・エスキモー (en:One Eskimo)
- ワン-T (en:One-T)